# Anselm Laugel

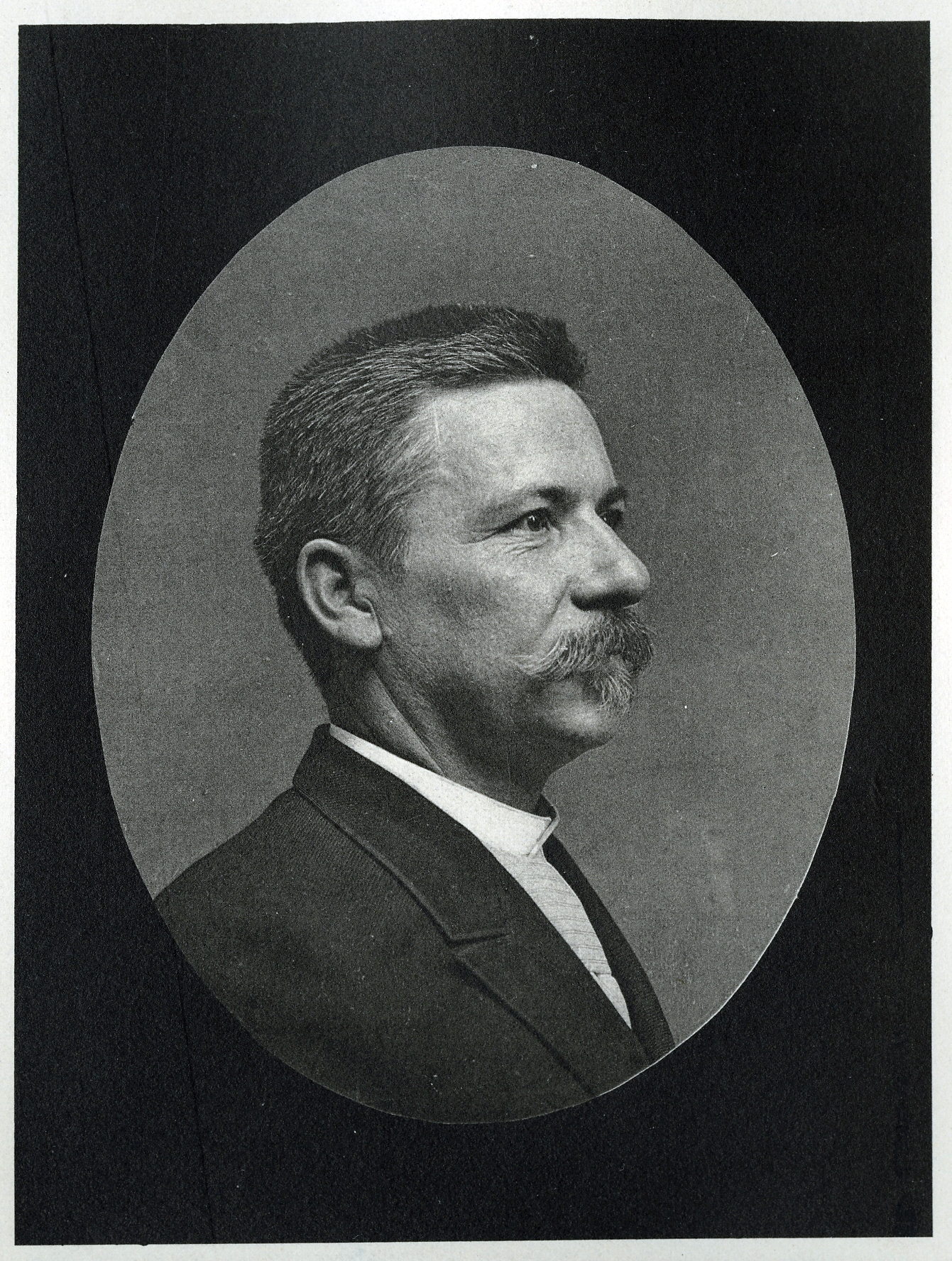
Anselm Laugel

Marie Anselme Victor Henri Laugel (Anselme, deutsch: Anselm war der Rufname) (* 3. April 1851 in Straßburg; † 29. Juli 1928 in Saint-Léonard) war elsässischer Arzt, Autor und Politiker.

## Leben
Anselm Laugel war der Sohn von François Joseph Victor Laugel und dessen Frau Marie Louise Fanny Wagatha. Sowohl sein Vater als auch sein Großvater waren Mitglieder des Straßburger Stadtrates gewesen. Er heiratete am 26. Januar 1897 N. Hervé.
Nach dem Besuch des Lycée de Strasbourg und am Jesuitenkolleg in Metz bestand er 1870 das Baccalauréat. November 1870 war er Kriegsteilnehmer in den légions d'Alsace-Lorraine in Lyon.
Der frankophone Anselm Laugel verließ 1871 nach der Annexion von Elsaß-Lothringen seine Heimat und studierte 1871 bis 1873 am Jesuitenkolleg in Paris. Danach arbeitete im Sekretariat der Kanzlei des französischen Senats. 1891 kehrte er in das Reichsland Elsaß-Lothringen zurück, wurde Vorsitzender der Kreis-Landwirtschaftsrates im Kreis Molsheim und Gründungspräsident des Weinbauernverbandes des Elsass. 1896 wurde er in den Bezirkstag des Oberelsaß gewählt. 1890 bis 1911 gehörte er auch dem Landesausschuss des Reichslandes Elsaß-Lothringen an.
1911 kandidierte er für das Zentrum im Wahlkreis Schirmeck-Saales-Rosheim für den Landtag des Reichslandes Elsaß-Lothringen, unterlag aber dem Sozialdemokraten Michel Heysch. Im ersten Wahlgang wurden im Wahlkreis von den 7075 Stimmberechtigten 5791 Stimmen abgegeben. Auf Heysch entfielen 2218, auf Anselm Laugel 2505 und auf den liberalen Kandidaten Claude 862 Stimmen. Im zweiten Wahlgang setzte sich Heysch mit 3240 Stimmen gegen Laugel durch, der 2892 Stimmen erhalten hatte.
Gemeinsam mit seinem Freund Pierre Bucher war er an der Herausgabe der Zeitschrift La Revue Alsacienne illustrée (1898–1914) beteiligt. Er war Kenner der Kunst und Kultur des Elsass und Autor mehrerer Bücher zu diesem Thema. Zusammen mit seinem Freund Charles Spindler gründete er die Künstlervereinigung Cercle de Saint-Léonard.
Mit dem Ausbruch des Ersten Weltkriegs stellte er sich auf die Seite Frankreichs und wurde von deutscher Seite als Landesverräter betrachtet. Nach dem Krieg wurde er von der französischen Behörden für den Bestand der Museen und Bibliotheken des Elsass verantwortlich gemacht und organisierte in dieser Funktion die Entfernung der deutschsprachigen Mitarbeiter aus diesen Institutionen.
Laugel war Mitglied einer Commission de Triage und 1919 bis 1920 Mitglied des Conseil Supérieur d’Alsace et de Lorraine. Politisch schloss er sich der Union populaire républicaine an.

## Auszeichnungen
Er wurde als Ritter der Ehrenlegion ausgezeichnet.

## Werke
- Formation du caractère alsacien, 1918
- La Résistance de l'Alsace-Lorraine, 1918
- La terre fidèle, 1918